# Röskär (Saltvik, Åland)
Röskär är en ö i Åland (Finland). Den ligger i Skärgårdshavet och i kommunen Saltvik i landskapet Åland, i den sydvästra delen av landet. Ön ligger omkring 41 kilometer norr om Mariehamn och omkring 260 kilometer väster om Helsingfors.
Öns area är 21,9 hektar och dess största längd är 1 kilometer i sydväst-nordöstlig riktning.